# Aiketgate
Aiketgate – wieś w Anglii, w Kumbrii. Leży 12 km na południowy wschód od miasta Carlisle i 409 km na północny zachód od Londynu.